# Inductielassen
Inductielassen is een lastechniek die zowel bij metalen als bij kunststoffen wordt toegepast. Het heeft sterke overeenkomsten met hoogfrequent weerstandlassen. Hierbij wordt er elektrisch contact gemaakt, terwijl er bij inductielassen geen fysiek contact is.

## Kenmerken
Er wordt gebruikgemaakt van magnetische of elektrische geleidingseigenschappen van het te lassen materiaal. De energie die voor de verhitting nodig is, wordt toegevoegd door een inductiespoel. Deze veroorzaakt een hoogfrequent elektromagnetisch veld dat inwerkt op het werkstuk.
- Bij een werkstuk dat stroom goed geleidt, zoals staal, worden wervelstromen in het metaal opgewekt, die warmte geven vanwege de elektrische weerstand van het materiaal. De diepte van doordringing van de warmte-inbreng kan worden bepaald door de frequentie van het veld te regelen: Bij een hogere frequentie is de warmte-inbreng door het 'skineffect' minder diep dan bij een relatief lage frequentie.
- Bij een werkstuk dat stroom slecht geleidt maar vooral magnetische eigenschappen heeft, zoals kunststof waaraan kleine metaaldeeltjes zijn toegevoegd, wordt warmte vooral opgewekt door hysterese, doordat de magnetische component steeds de kristalstructuur van het ferromagnetische materiaal verstoort. De metaaldeeltjes geven hun warmte af aan de omringende kunststof.

In de praktijk treedt altijd een combinatie van beide bovengenoemde processen op.

## Proces
Een inductiespoel wordt meestal geautomatiseerd, maar soms ook handmatig, over een werkstuk heen bewogen. De spoel wekt een hoogfrequent elektromagnetisch veld op. Dit gebeurt doorgaans in een volautomatisch proces. De gebruikte frequentie ligt in de orde van enkele honderden kHz.
Het effect van de elektromagnetische inductie wordt flink versterkt door een ferritisch metalen inzetstuk (Engels: 'impeder') tegenover de zijde van de inductiespoel te plaatsen.
Een bijzondere methode is inductielassen van kunststoffen waarbij gebruikgemaakt wordt van metaaldeeltjes die bij een bepaalde temperatuur (Curietemperatuur) hun ferromagnetische eigenschappen verliezen, waarna het verwarmende effect sterk vermindert. Zodra de temperatuur weer beneden dat Curiepunt daalt, neemt de verwarming weer toe. Zo kan een lastemperatuur nauwkeurig worden ingesteld en is het risico van oververhitting zeer beperkt.
De diepte waarin de stroom - en daarmee ook de verhitting - doordringt in het materiaal, hangt af van de gebruikte frequentie. Uiteraard spelen ook de materiaaleigenschappen een rol.

## Toepassingen
- Fabricage van metalen buis door het dichtlassen van rondgebogen metalen strips. Dit is een volledig geautomatiseerd proces dat erg snel kan verlopen doordat veel energie op een klein punt gefocusseerd kan worden, zodat de randen van de strip in een continu proces smelten en tegen elkaar geduwd kunnen worden.
- Lassen van kunststoffen die metaaldeeltjes of koolstofvezel bevatten. Bijvoorbeeld om lagen dakfolie waterdicht te verlassen of in de vliegtuigindustrie en ruimtevaart.

Vergelijkbaar met het inductielasproces, is het natuurlijk ook mogelijk om met inductie te solderen.

## Voor- en nadelen

### Voordelen
- Snel lasproces.
- Relatief weinig warmte-inbreng, dus weinig temperatuurvervormingen.
- Zeer geschikt voor automatisering.

### Nadelen
- Zeer specifiek proces dat nauwkeurige instelling van de lasparameters (frequentie, transportsnelheid) behoeft.